# Wikimanche
 (mars 2025).
Wikimanche est une encyclopédie contributive et collective consacrée au département de la Manche à travers son histoire, ses lieux, ses personnalités, sa culture, ses traditions… 

## Objet
Wikimanche a pour but d’offrir un contenu librement réutilisable, objectif et vérifiable, que chacun peut modifier et améliorer, mais aussi de valoriser le territoire de la Manche par la mise en ligne d'informations sur internet.
Tous les rédacteurs des articles de Wikimanche sont bénévoles.
Wikimanche est une association manchoise qui gère l'encyclopédie libre du département de la Manche.
Le site internet est ouvert le 21 mai 2007.
Chacun peut publier immédiatement du contenu en ligne, à condition d’avoir un compte utilisateur et de respecter la charte établie par la communauté.

## Histoire

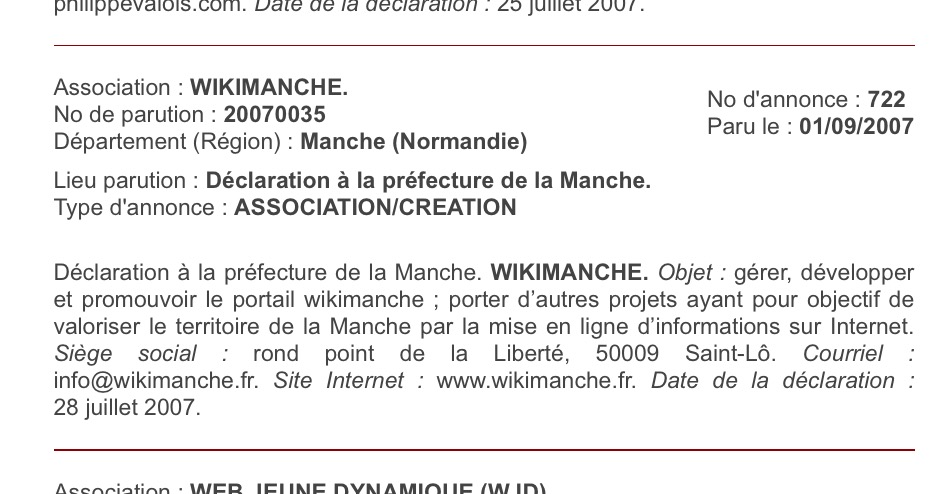
Annonce de la création de WikiManche au Journal Officiel du 1 septembre 2007.

Le site Wikimanche est lancé par le conseil général de la Manche le 21 mai 2007. S'inspirant de Wikipedia, il aspire à l'augmentation de la visibilité du département sur Internet par la constitution d'une mémoire collective départementale et de la valorisation de la culture et du patrimoine de la Manche.
L'association Wikimanche est créée lors de l'assemblée générale constitutive du samedi 13 juillet 2007. À l'époque, les membres fondateurs sont le Conseil départemental de la Manche, le syndicat mixte Manche Numérique, La Presse de la Manche, Ouest France, La Manche Libre, La Gazette de la Manche, d'Ille-et-Vilaine et Mayenne et France Bleu Cotentin.
La déclaration est faite à la préfecture de la Manche le 28 juillet 2007, avec publication au Journal officiel du 1er septembre 2007.
Cette initiative de wiki territorial appartient à un ensemble d'actions d'aménagement numérique portées par le syndicat mixte Manche numérique : déploiement du haut et très haut débit sur l'ensemble du territoire et développement d'usages et services numériques à travers les espaces publics numériques, les visio-relais de services publics, l'équipement informatique et les espaces numériques de travail dans les établissements scolaires, les plateformes de dématérialisation des marchés publics et des actes administratifs. Elle s'inscrit également dans les démarches de créations de sites contributifs locaux par collectivités comme wiki-brest par la communauté urbaine de Brest et Picardia par le conseil régional de Picardie,. Philippe Bertrand cite Wikimanche comme un exemple de construction de biens communs informationnels locaux et « une des plus riches encyclopédies territoriales de France. »
Le 17 mai 2021, l'association transfère son siège social à l'Office de la vie associative (OVA), 179 rue des Charmilles à Saint-Lô, avec publication au Journal officiel le 8 juin suivant.